# End Game
 (septembre 2018).
 (septembre 2018).
Le contenu est difficilement compréhensible vu les erreurs de traduction, qui sont peut-être dues à l'utilisation d'un logiciel de traduction automatique.
Singles de Taylor Swift
...Ready for It?
(2017) Delicate
(2018)
Pistes de Reputation
...Ready for It? I Did Something Bad
End Game est une chanson de Taylor Swift, en collaboration avec le chanteur britannique Ed Sheeran et le rappeur américain Future.
Elle provient du sixième album studio de Taylor Swift Reputation, sorti en 2017. La chanson a été écrite par le trio d'artistes et produite par Max Martin et Shellback.
Elle est sortie sous forme de single le 14 novembre 2017.

## Critiques
La chanson a reçu un accueil positif de la critique. Dans un article publié dans Pitchfork, un critique a ainsi écrit qu'End Game est « une chanson qui absorbe et régurgite les sons hybrides du rap et du R&B de 2017. »
Vulture a prédit que ce serait l'un des singles les plus réussis que cet album produirait, en raison de son rythme entraînant, et en particulier à cause des vers apportés par Future.
Time Magazine affirme qu'End Game est une « auto-réflexion sur un tempo lent ».
Spin a suggéré que, bien que la chanson ait fourni une représentation correcte des façons dont on peut trouver l'amour en dépit des obstacles, d'autres chansons antérieures l'auraient déjà mieux mis en scène. L'article insiste également sur l'apport de Future dans la chanson.

## Clip
Début décembre 2017, Ed Sheeran a confirmé qu'un clip serait tourné.
Le 10 janvier 2018, Taylor Swift a révélé sur son média social The Swift Life que le clip serait diffusé le 12 janvier et que la vidéo du teaser serait en première sur Good Morning America. Elle a également posté quelques photos de la vidéo. Le lendemain, Swift poste le teaser de la vidéo sur les médias sociaux. [réf. nécessaire]
Le 12 janvier 2018, la vidéo a fait ses débuts sur la chaine Vevo de Taylor Swift. C'est le septième clip réalisé par Joseph Kahn.
La vidéo montre Taylor Swift faisant la fête dans des endroits différents : avec Future sur un yacht à Miami, avec Ed Sheeran dans une boîte de nuit de Tokyo et avec divers amis sur un bus à impériale de Londres.
Dans la scène de Miami, Future est au volant d'une Lamborghini Aventador valeur de 500 000 $. Dans l'une des scènes de Londres, Taylor Swift est vue à une borne d'arcade du jeu Snake. Elle conduit une moto à travers Tokyo.
La vidéo a cumulé 14,4 millions de vues en moins de 24 heures sur YouTube. En juillet 2018, la vidéo a plus de 170 millions de vues[réf. nécessaire].

## Concerts
Swift et Sheeran ont chanté End Game pour la première fois lors de l'iHeartRadio Jingle Ball, le 2 décembre 2017. Une version solo de la chanson fait aussi une partie intégrante du Taylor Swift's Reputation Stadium Tour.

## Classement

### États-Unis
La chanson a fait ses débuts à la 86e place du Billboard Hot 100, le 9 décembre 2017
La semaine suivante, le titre a progressé à la 83e place, puis dans sa troisième semaine, il atteint la 36e position.
Cette chanson propulse pour la 55e fois Taylor Swift dans le Top-40. Elle culmine à la 18e place lors de la 5e semaine de devenir la troisième année consécutive, unique de Réputation[incompréhensible].
La semaine suivante, la chanson chute à la 30e position.
La chanson a depuis atteint la 10e place du Billboard Mainstream Top 40 classant alors Taylor Swift à la 15e place dans le classement. Elle a également atteint la 16e place du classement Adult Top 40, et la 25e place du Rythmic Songs Top.

### Canada
Au Canada, la chanson débute à la 53e place. La sortie du clip booste sa position à la 11e place du Canadian Hot 100. Le titre atteint la 17e place du US Mainstream Top 40 chart (Canada).

### Australie
En Australie, la chanson a fait ses débuts à la 38e place et a culminé à la 36e place. La semaine suivante, elle a chuté à la 40e place.

### Royaume-Uni
Au Royaume-Uni, la chanson a fait ses débuts à la 87e place et a culminé à la 49e place.
| Pays                                         | Place |
| -------------------------------------------- | ----- |
| Australie (ARIA)                             | 36    |
| Belgique (Ultratip Flanders)                 | 8     |
| Belgique(Ultratip Wallonia)                  | 19    |
| Canada (Canadian Hot 100)                    | 11    |
| Canada CHR/Top 40 (Billboard)                | 17    |
| Canada Hot AC (Billboard)                    | 30    |
| Colombie (National Report)                   | 84    |
| Costa Rica (Monitor Latino)                  | 6     |
| République tchèque (Singles Digitál Top 100) | 63    |
| République dominicaine (Monitor Latino)      | 9     |
| El Salvador (Monitor Latino)                 | 14    |
| France (SNEP)                                | 130   |
| Irlande (IRMA)                               | 68    |
| Israël (Media Forest TV Airplay)             | 2     |
| Nouvelle-Zélande Heatseekers (RMNZ)          | 2     |
| Nicaragua (Monitor Latino)                   | 17    |
| Philippines (Philippine Hot 100)             | 84    |
| Pologne (Polish Airplay Top 100)             | 52    |
| Portugal (AFP)                               | 81    |
| Écosse (Official Charts Company)             | 54    |
| Slovaquie (Singles Digitál Top 100)          | 64    |
| UK Singles (Official Charts Company)         | 49    |
| US Billboard Hot 100                         | 18    |
| US Adult Top 40 (Billboard)                  | 13    |
| US Dance/Mix Show Airplay (Billboard)        | 18    |
| US Mainstream Top 40 (Billboard)             | 10    |
| US Rhythmic (Billboard)                      | 25    |
| Colombie (National Report)                   | 84    |
| Costa Rica (Monitor Latino)                  | 6     |
| El Salvador (Monitor Latino)                 | 14    |
| République dominicaine (Monitor Latino)      | 9     |
| Irlande (IRMA)                               | 68    |
| Israël (Media Forest TV Airplay)             | 2     |
| Nouvelle-Zélande Heatseekers (RMNZ)          | 2     |
| Nicaragua (Monitor Latino)                   | 17    |

## Certifications
| Région | La Certification | Unités d'accréditation/Vente |
| --- | ---------------- | ---------------------------- |
| Australie (ARIA) | Or               | De 35 000^                   |
| Belgique (BEA) | Or               | De 15 000 *                  |
| Brésil (Pro-Musica Brésil) | Or               | De 20 000 *                  |
| Canada (La Musique Du Canada) | Platine          | De 80 000 ^                  |
| Suisse (IFPI Suisse) | Platine          | De 30 000 ^                  |
| États-unis (RIAA) | Platine          | 1 000 000 de                 |
| ^les envois de données basées sur la certification seulles ventes de+streaming les chiffres sont basés sur la certification seul |                  |                              |